# Vékony Anna
Vékony Anna (Debrecen, 1974. július 26. –) magyar színésznő.

## Életpályája
Tanítói diplomáját a békéscsabai Kőrösi Csoma Sándor Főiskolán szerezte. 1992 és 1996 között a békéscsabai színitanház színész hallgatója volt. 
Pályáját is a Békéscsabai Jókai Színházban kezdte, 2003-ig itt játszott, majd a debreceni Csokonai Színházhoz szerződött. Szerepelt a Gyulai Várszínházban is.
2007 és 2011 között a Vojtina Bábszínházban szerepelt, 2012-től szabadúszó volt. 2016 óta ismét a Csokonai Nemzeti Színház tagja.

## Fontosabb színházi szerepei
- Molière: Úrhatnám polgár... Doriméne grófnő
- Carlo Goldoni: Két úr szolgája... Beatrice
- William Shakespeare: Othello... Desdemona
- William Shakespeare: Rómeó és Júlia... Montaguené
- Victor Hugo: A királyasszony lovagja... Neuburgi Mária, Spanyolország királynéja
- Szophoklész: Antigoné... Antigoné
- Fjodor Mihajlovics Dosztojevszkij: Idióta... Lizaveta Prokofjevna Jepancsina
- Anton Pavlovics Csehov: Platonov... Szofja Jegorovna
- Mihail Afanaszjevics Bulgakov: A Mester és Margarita... Praszkovja Fjodorovna, ápolónő a pszichiátrián; Laposnyikova; Hegyesorrú nő
- Borisz Lvovics Vasziljev: Csendesek a hajnalok... Szonja Gurvics
- Makszim Gorkij: A nap fiai... Liza
- Friedrich Dürrenmatt: Az öreg hölgy látogatása... Polgármester felesége
- Federico García Lorca: Yerma... Idősebb sógornő
- Henrik Ibsen: A nép ellensége... Petra
- August Strindberg: Az apa... Berrtha
- David Pownall: Mesterkurzus... Katonalány; Tigris; Sztálin lánya
- Max Frisch: Biedermann és a gyújtogatók... Knetchtling özvegye
- Heiner Müller: Titus anatómiája, Róma bukása... Dajka
- Georges Feydeau: Bolha a fülbe... Antoinette
- John Arden: Gyöngyélet... Nárcisz
- Richard Harris: Csupa balláb... Andy
- Michel Tremblay: Sógornők... Lisette de Courval
- Oscar Wilde – Usztics Mátyás – Makrai Pál: Rózsák, szerelmek... Piros rózsa
- Marc Camoletti: A mi Annánk... Claude
- Jókai Mór: A gazdag szegények... Lizi kisasszony
- Arany János: Rózsa és Ibolya... Rózsakirályné, Rózsa anyja
- Heltai Jenő: A Tündérlaki lányok... Boriska
- Móricz Zsigmond – Kocsák Tibor – Miklós Tibor: Légy jó mindhalálig... Doroghyné
- Molnár Ferenc – Kocsák Tibor – Miklós Tibor: A vörös malom... Jánoska Juliska
- Szabó Magda: Régimódi történet... Géreczné; Nánássyné
- Szabó Magda: Kiálts, város... Eszter
- Görgey Gábor: Berta... Ibolya
- Orbán János Dénes: A magyar Faust... Pokolfajzat; Debreceni polgárasszony; Szép Heléna
- Falusi Márton: Szélfútta levél (Mensáros László 1956-os emlékezései)... Mensáros anyja; Titkárnő; Gertrúd
- Herczeg László – Pozsgai Zsolt: Balatoni rege... Beatrix, Mátyás felesége
- Peter Stone: Senki sem tökéletes, avagy nincs, aki hűvösen szereti: Nelli

## Díjai, elismerései
- Nívódíj (1998)

## Filmek, tv
- Borzontorz meséi
- Estére mindig leszáll a köd (2007)... Fiatal lány
- A rögöcsei csoda (2014)... Horgasné
- Kossuth papja (2015)